# Eljiguidei Cã
Eljiguidei (em mongol médio: ᠡᠯᠵᠢᠭᠲᠡᠢ ᠨᠣᠶᠠᠨ; m. 1330) foi cã do Canato de Chagatai de 1327 a 1330, em sucessão a seu irmão Quebegue. Era filho de Dua. Se envolveu na guerra de sucessão do Império Iuã da China em apoio de Coxila. Após o assassinato de Coxila, Naimantai foi enviado à sua corte com o velho selo dado de presente por Chagatai a Oguedai (r. 1229–1241), aparentemente para amenizar a fúria do cã. Eljiguidei também ficou conhecido por seu patrocínio de templos budistas. Foi sucedido em 1330 por Tore Temur.